# Перику, Джузеппе
Джузеппе Ромео Перику (итал. Giuseppe Romeo Pericu, 20 октября 1937, Генуя — 13 июня 2022, Генуя) — итальянский политик и юрист, мэр Генуи с 1997 по 2007 год.

## Биография
Джузеппе сардинского происхождения, его отец из Оцьери (провинция Сассари); после классического обучения он получил юридическое образование в Генуе, защитив диссертацию по административному праву, которое он будет преподавать на этом факультете и в Миланском университете. Допущенный в Коллегию адвокатов Генуи с 1963 года, он помогал государственным органам и компаниям. Он был членом исследовательских комиссий по разработке законопроектов по таким темам, как охрана окружающей среды, реорганизация административных полномочий органов местного самоуправления, реформа Навигационного кодекса, разработка общего закона об административной процедуре, реформа Министерства внутренних дел и производственная система передачи электроэнергии.
В 1994 году в двенадцатом законодательном собрании он был избран депутатом от Итальянской социалистической партии, затем вступил в Федерацию труда; он был членом Специальной неаполитанской комиссии по реформе сектора радио и телевидения и Комиссии по конституционным вопросам.
30 ноября 1997 года он был избран мэром Генуи от левоцентристской коалиции, набрав 51,5% голосов. По окончании своего первого мандата он снова появился в административных учреждениях муниципалитета Генуи в мае 2002 года в качестве единственного кандидата от левоцентристской коалиции и был избран в первом туре на второй срок с 60,3% голосов. Как первый житель лигурийской столицы он руководил неспокойной встречей «большой восьмёрки» в 2001 году, во время которой карабинеры застрелили протестующего анархиста Карло Джулиани, и событиями, связанными с провозглашением Генуи культурной столицей Европы в 2004 году. Он был членом Национального совета ANCI, Координационного совета мэров мегаполисов, Единой конференции государств, регионов и местных администраций, Комитета регионов Европейского Союза, а также Исполнительного комитета Eurocities.
Во время двух мандатов Перику на посту мэра Генуи после нескольких лет простоя возобновились работы по расширению линии городского метро, которая от железнодорожной станции Piazza Principe доходила до исторического центра через район старого порта, с открытием четырех из восьми действующих в настоящее время станций (Сан-Джорджо, Дарсена, Де Феррари и Сарцано/Сант-Агостино). Перику по-прежнему остаётся мэром, который больше всего способствовал расширению метро.
24 октября 2005 года Болонский университет присвоил ему почётную степень в области юридических наук, а 4 июля 2006 года Международный университет Флориды наградил его медальоном FIU.
В 2007 году он присоединился к недавно созданной Демократической партии; в том же году в Палаццо Турси его сменила Марта Винченци, также левоцентристка, первая женщина-мэр Генуи.
Он был членом совета директоров банка Cassa Depositi e Prestiti с 2008 по апрель 2013 года. С 11 октября 2016 года до своей отставки 23 августа 2018 года, был членом совета директоров Banca Carige, представляя мажоритарного акционера Витторио Малакальца.
С 25 ноября 2013 года он был президентом Лигурийской Академии изящных искусств, в 2015 году он был избран президентом сроком на три года Консерватории Никколо Паганини, с 2012 года он был членом исполнительного комитета Итальянского технологического института, а также был лектором в Школе политики Энрико Летты (SdP) в Генуе.
Он умер 13 июня 2022 года в возрасте 84 лет.